# François Denis
Pour les articles homonymes, voir Denis.
François Denis, né le 14 mai 1964 à Saint-Nazaire (Loire-Atlantique), est un footballeur français. Il évoluait au poste de défenseur central, notamment au Stade rennais.
François Denis a passé 10 ans au stade rennais et a joué un total de 143 matchs en première division pour 10 buts marqués.
Il travaille dorénavant au service des sports de la ville de Rennes.

## Carrière
- 1984-1987 :  USSC Redon
- 1987-1997 :  Stade rennais
- 1997-1998 :  Le Mans UC 72[2]

## Statistiques
- 143 matchs et 10 buts en Division 1
- 162 matchs et 13 buts en Division 2
- 4 matchs en Coupe Intertoto